# Jože Geoheli
Jože Geoheli, slovenski duhovnik, * 8. marec 1911, Notranje Gorice, † 27. julij 1942, Zaplana.

## Življenje
Rodil se je 8. Marca 1911 v Notranjih Goricah na Ljubljanskem barju. Po končani ljudski šoli je obiskoval ljubljansko gimnazijo. Med šolanjem je v sebi začutil Božji klic in bil 7. julija leta 1935 posvečen v duhovnika. Duhovniški poklic je najprej opravljal v Dolenjskih Toplicah, kasneje pa so ga premestili v Zaplano nad Vrhniko. Bil je zelo požrtvovalen in se je ljudem kmalu prikupil.
V času 2. svetovne vojne je svoje farane z izobraževanjem in poglobitvijo verskega življenja skušal obvarovati tako pred Italijani kot tudi pred komunistično oblastjo. Zaradi svoje priljubljenosti med ljudmi je postal revolucionarjem nevaren, zato so ga sklenili likvidirati. 26. julija 1942 zvečer so ga partizani aretirali v domačem župnišču in ga odvedli v bližnjo partizansko postojanko na Vranjih pečinah. Po celodnevnem zasliševanju so ga mučili in usmrtili, njegovo truplo pa vrgli čez pečine ter čez nametali kamenje. 
Ker je bil pri ljudeh priljubljen, so farani (tudi nekateri somišljeniki Osvobodilne fronte) od partizanov zahtevali njegovo vrnitev. Ne dolgo za tem so od nekega partizana izvedeli za župnikov grob. 2. decembra 1942 so njegovo truplo pokopali na župnijskem pokopališču na Zaplani.